# George Roy Hill
George Roy Hill (Minneapolis, Minnesota, 20 de desembre de 1921 - Nova York, 27 de desembre de 2002) fou un director de cinema estatunidenc. Després de diverses experiències teatrals i televisives durant els anys cinquanta, el 1962 inicià una filmografia irregular amb alguns films reeixits. El més destacats han sigut  Butch Cassidy and the Sundance Kid  (1969) i  El cop  (1973), tots dos amb Paul Newman  i Robert Redford com a protagonistes.

## Biografia
Va néixer a Minneapolis, Minnesota; fill de George Roy Hill i Helen Frances Owens.
Va estudiar música a la Universitat Yale i al Trinity College de Dublín. A la capital irlandesa Hill es va introduir en el món de la interpretació, actuant en el grup teatral de Cyril Cusack i interpretant obres a l'Abbey Theatre.
Després d'anar a la Segona Guerra Mundial i combatre en la Guerra de Corea, George Roy Hill es va dedicar a dirigir i escriure títols per a la pantalla petita, com la sèrie Kraft Television Theatre. Per tant, forma part de la generació que va sorgir dels drames televisius dels anys 50. Es va casar el 1951 amb Louisa Horton, actriu que va aparèixer en diversos episodis d'aquesta sèrie.
El 1962 dirigiria el seu primer film cinematogràfic, Period of Adjustment (1962), una comèdia dramàtica protagonitzada per Jane Fonda i Anthony Franciosa basada en una obra de Tennessee Williams. A Joguines a les golfes (1963), melodrama amb Dean Martin, Geraldine Page i Yvette Mimieux, s'adaptava un text de Lillian Hellman, i a The World of Henry Orient (1964), on feia servir un llibre de Nora Johnson i rodava una estupenda comèdia amb Peter Sellers com a gran protagonista.
Després roda dues pel·lícules amb un pressupost més elevat: Hawaii (1966), un drama d'època amb Julie Andrews, Max von Sydow i Richard Harris basat en una novel·la de James A. Michener, i Millie, una noia moderna (1967), una comèdia musical amb Julie Andrews per la qual Elmer Bernstein va aconseguir un Oscar a la millor banda sonora.
El primer gran èxit de Hill va arribar amb Butch Cassidy and the Sundance Kid (1969). Aquest western presenta els atractius Robert Redford i Paul Newman com a exemples de la vida turbulenta dels fora de la llei. Per aquest títol, George Roy Hill rebria una nominació a l'Oscar al millor director. El poder que va adquirir Hill amb aquest èxit internacional, renovat mitjançant una altra col·laboració amb les dues estrelles en el divertit film El cop (1973), comèdia que va guanyar set premis Oscar, entre ells millor pel·lícula i millor direcció, li va permetre gestionar pressupostos més elevats per a projectes més inusuals com Escorxador núm. 5 (1972), un film antibèl·lic de ciència-ficció en què reprenia les adaptacions literàries, ara basant-la en un llibre de Kurt Vonnegut.
Seguirien el drama d'un aviador itinerant The Great Waldo Pepper (1975), on s'estrenaria com a productor en aquest títol ambientat a la Primera Guerra Mundial amb la participació de Robert Redford, un altre film protagonitzat per Paul Newman, Slap Shot (1977); una senzilla història d'amor basada en una novel·la de Claude Koltz amb Laurence Olivier i Diane Lane, Una petita història d'amor (1979), escrita per ell mateix, i una adaptació de la novel·la de John Irving, El món segons Garp (1982). Abans de jubilar-se va rodar La noia del timbal (1984), film basat en la coneguda novel·la de John Le Carré, i Funny Farm (1988), comèdia protagonitzada per Chevy Chase. Després d'aquest treball es va dedicar a donar classes d'interpretació a la Universitat Yale.
George Roy Hill, que patia parkinson, morí a l'edat de 80 anys el 27 de desembre del 2001.

## Filmografia

### Director
- 1962: Period of Adjustment
- 1963: Joguines a les golfes (Toys in the Attic)
- 1964: The World of Henry Orient
- 1966: Hawai (Hawaii)
- 1967: Thoroughly Modern Millie
- 1969: Butch Cassidy and the Sundance Kid
- 1972: Escorxador núm. 5 (Slaughterhouse - five)
- 1973: El cop (The Sting)
- 1974: The Great Waldo Pepper
- 1977: Slap Shot
- 1979: Una petita història d'amor (Little Romance)
- 1982: El món segons Garp (The World According to Garp)
- 1983: La noia del timbal (The Little Drummer Girl)
- 1988: Funny Farm

### Guionista
- 1969: Butch Cassidy and the Sundance Kid
- 1974: The Great Waldo Pepper

### Productor
- 1982: El món segons Garp (The World According to Garp)
- 1974: The Great Waldo Pepper